# مايكل روسمان
مايكل روسمان (بالألمانية: Michael Rossmann )‏ (و. 1930  م) هو فيزيائي، وعالم، وأستاذ جامعي، وأحيائي فيزيائي من ألمانيا، والولايات المتحدة، ولد في فرانكفورت، هو عضوٌ في الجمعية الملكية، والأكاديمية الأمريكية للفنون والعلوم، والأكاديمية الوطنية للعلوم.

## التعليم
تعلم في جامعة غلاسكو، وجامعة لندن.

## جوائز
حصل على جوائز منها:
- جائزة بول إرليش ولودفيج دارمشتيتر (2001)
- جائزة غريغوري أمينوف [الإنجليزية]‏ (1994)
- جائزة لويزا غروس هورويتز (1990)
- جائزة هاورد تايلور ريكتس  [لغات أخرى]‏ (1987)
- جائزة مؤسسة غيردنر الدولية (1987).